# Frère León
Frère León, né Joseph Sylvestre Sauget le 31 décembre 1871 à Arbois dans le Jura et mort le 20 novembre 1955 à La Havane, est un botaniste franco-cubain.

## Études
Après des études secondaires à Dijon, Sylvestre Sauget entre à l'institut des Frères des écoles chrétiennes. Il part ensuite enseigner une année au Canada en 1904, au collège de Longueil, où il fait la rencontre du frère Marie-Victorin.

## Cuba
Il part pour La Havane en 1905 et fait partie de l'équipe de fondateurs de la communauté de Cuba, à Güines (dans la province de Matanzas).
Il commence alors à collecter des insectes puis des plantes dans toute l'île de Cuba. Il envoie ses observations et des échantillons de plantes aux États-Unis.
Il est le fondateur du laboratoire de botanique et du Musée d'histoire naturelle à la maison des Frères des écoles chrétiennes de la Havane.
Après 1938, il réalise avec le frère Marie-Victorin les Itinéraires botaniques dans l'île de Cuba.

## Descriptions

### Coccothrinax
- Coccothrinax acunana Léon, Mem. Soc. Cub. Hist. Nat. Felipe Poey 13: 128 (1939).
- Coccothrinax alexandri Léon, Mem. Soc. Cub. Hist. Nat. Felipe Poey 13: 122 (1939).
- Coccothrinax bermudezii Léon, Mem. Soc. Cub. Hist. Nat. Felipe Poey 13: 124 (1939).
- Coccothrinax clarensis Léon, Mem. Soc. Cub. Hist. Nat. Felipe Poey 13: 147 (1939).
- Coccothrinax garciana Léon, Mem. Soc. Cub. Hist. Nat. Felipe Poey 13: 143 (1939).
- Coccothrinax guantanamensis (Léon) O.Muñiz & Borhidi, Acta Bot. Acad. Sci. Hung. 27: 449 (1981).
- Coccothrinax gundlachii Léon, Mem. Soc. Cub. Hist. Nat. Felipe Poey 13: 149 (1939).
- Coccothrinax hioramii Léon, Mem. Soc. Cub. Hist. Nat. Felipe Poey 13: 135 (1939).
- Coccothrinax littoralis Léon, Mem. Soc. Cub. Hist. Nat. Felipe Poey 13: 138 (1939).
- Coccothrinax macroglossa (Léon) O.Muñiz & Borhidi, Acta Bot. Acad. Sci. Hung. 27: 450 (1981).
- Coccothrinax muricata Léon, Mem. Soc. Cub. Hist. Nat. Felipe Poey 13: 129 (1939).
- Coccothrinax orientalis (Léon) O.Muñiz & Borhidi, Acta Bot. Acad. Sci. Hung. 27: 451 (1981).
- Coccothrinax pseudorigida Léon, Mem. Soc. Cub. Hist. Nat. Felipe Poey 13: 145 (1939).
- Coccothrinax salvatoris Léon, Mem. Soc. Cub. Hist. Nat. Felipe Poey 13: 125 (1939).
- Coccothrinax saxicola Léon, Mem. Soc. Cub. Hist. Nat. Felipe Poey 13: 141 (1939).
- Coccothrinax victorini Léon, Mem. Soc. Cub. Hist. Nat. Felipe Poey 13: 139 (1939).
- Coccothrinax yuraguana (A.Rich.) Léon, Mem. Soc. Cub. Hist. Nat. Felipe Poey 13: 119 (1939).

### Copernicia
- Copernicia baileyana Léon, Revista Soc. Geogr. Cuba 4: 22 (1931).
- Copernicia brittonorum Léon, Revista Soc. Geogr. Cuba 4: 19 (1931).
- Copernicia curbeloi Léon, Revista Soc. Geogr. Cuba 4: 23 (1931).
- Copernicia fallaensis Léon, Revista Soc. Geogr. Cuba 4: 21 (1931).
- Copernicia humicola Léon, Mem. Soc. Cub. Hist. Nat. Felipe Poey 10: 22 (1936).
- Copernicia longiglossa Léon, Mem. Soc. Cub. Hist. Nat. Felipe Poey 10: 210 (1936).
- Copernicia molineti Léon, Revista Soc. Geogr. Cuba 4: 25 (1931).
- Copernicia roigii Léon, Revista Soc. Geogr. Cuba 4: 17 (1931).

### Autres
- Mollugo deltoidea León Contr. Ocas. Mus. Hist. Nat. Colegio De La Salle 9: 3. (1950).
- Talauma minor var. oblongifolia León Contr. Ocas. Mus. Hist. Nat. Colegio De La Salle 9: 4. (1950).